# Bernd Clüver
Bernd Clüver (Hildesheim, 10 april 1948 – Palma de Mallorca, 28 juli 2011) was een Duitse schlagerzanger. Clüver overleed op 63-jarige leeftijd in Palma, na een val van een trap in zijn woning.

## Biografie
Hij kreeg in 1971 een platencontract bij Hansa Records en brak in 1972 in Duitsland door met het nummer Sie kommt wieder. Clüver nam tweemaal deel aan de Duitse voorronde van het Eurovisiesongfestival. In 1983 werd hij derde met Mit 17, geschreven door Dieter Bohlen. In 1985 werd hij vijfde met Der Wind von Palermo.
Zijn carrière kreeg begin 1973 Europees gestalte met de hit Der Junge mit der Mundharmonica, een vertaling van El Chico De La Armónica van de Spaanse zanger Mickey (1943) uit 1971. Clüvers versie werd ook in Nederland een succes en bereikte nummer 20 in de Top 40 Daarop volgden hits als Der kleine Prinz (Ein Engel Der Sehnsucht Heißt), Bevor du einschläfst en Das Tor zum Garten der Träume. Clüver verkocht meer dan 10 miljoen platen en trad meer dan 5.000 keer wereldwijd op. Naast zijn carrière als zanger was hij ook radiopresentator bij Südwestfunk.

## Hits in Duitsland
- 1973 - Der Junge mit der Mundharmonica
- 1973 - Der kleine Prinz
- 1973 - Das Tor zum Garten der Träume
- 1973 - Drei Gitarren und eine Mundharmonika
- 1973 - Ein Stern ging auf
- 1973 - Was wird aus einer verlorenen Liebe
- 1974 - Bevor du einschläfst
- 1974 - Gute Nacht
- 1975 - Ich schenk dir mein Geheimnis
- 1975 - Du musst zu mir und unsere Liebe stehn
- 1975 - Ein Herz spielt falsch
- 1977 - In Griechenland
- 1978 - Mexican girl
- 1978 - Königin der Nacht
- 1978 - Eine zweite Chance
- 1979 - Denkst du vielleicht, ich bin aus Stein
- 1982 - Gefühle sind herzlos
- 1985 - Wer weiß
- 1985 - Der Wind von Palermo
- 1990 - Wie ein Stern
- 1990 - Komm zu mir heute Nacht
- 1993 - Nur Du allein
- 1994 - Sag noch einmal, ich liebe dich
- 1999 - Da musst du durch
- 1979 - Schau mal herein (stumblin' in) - en Marion Maerz
- 2001 - Desperado